# Scarus tricolor
El pez-loro tricolor (Scarus tricolor) es una especie de peces de la familia Scaridae en el orden de los Perciformes.

## Morfología
Los machos pueden llegar alcanzar los 26,6 cm de longitud total.

## Distribución geográfica
Se encuentra desde el África Oriental hasta KwaZulu-Natal (Sudáfrica), Madagascar, las Seychelles, Mauricio, las Maldivas, la Polinesia Francesa, Tonga y Pitcairn.